# Kada Agrahara, Bangalore South
Kada Agrahara là một làng thuộc tehsil Bangalore South, huyện Bangalore Urban, bang Karnataka, Ấn Độ.